# Clytus Gottwald
Clytus Gottwald (* 25. November 1925 in Ober Salzbrunn, Provinz Niederschlesien; † 18. Januar 2023 in Ditzingen-Hirschlanden) war ein deutscher Komponist, Chorleiter und Musikwissenschaftler.

## Leben
Clytus Gottwald wurde 1925 im niederschlesischen Ober Salzbrunn (später Bad Salzbrunn) geboren. Der Vater Norbert Gottwald war Rektor einer Schule, die 1933 von den Nationalsozialisten geschlossen wurde. Die Mutter, Bertha Gottwald, geb. Metze, entstammte einer Familie von Oder-Schiffern. Gottwald besuchte ab 1936 das Gymnasium in Striegau und wechselte 1940 an das neu gegründete Musische Gymnasium in Frankfurt am Main. Dort waren seine Lehrer Kurt Thomas (Chorleitung, Tonsatz), Wilhelm Isselmann (Violine) und Wilhelm Dürr (Gesang). 1944 wurde er zum Militär eingezogen, geriet aber schon im September dieses Jahres bei der Invasion in amerikanische Kriegsgefangenschaft, die er vorwiegend in den USA verbrachte und aus der er 1946 zurückkehrte.
Noch im Jahr seiner Rückkehr aus der Kriegsgefangenschaft trat Gottwald dem Chor von Radio Stuttgart, dem späteren Süddeutschen Rundfunk (SDR), bei. Er studierte Gesang bei Gerhard Hüsch in München. 1949 schrieb er sich an der Universität Tübingen ein, musste aber aus wirtschaftlichen Gründen das Studium nach einem Semester wieder aufgeben. 1954–1958 war er Assistent des französischen Chorleiters Marcel Couraud. 1954 nahm er das Universitätsstudium wechselweise in Tübingen und Frankfurt am Main wieder auf. Sein Hauptfach war Musikwissenschaft (Walter Gerstenberg, Friedrich Gennrich, Helmuth Osthoff). In den Nebenfächern studierte er Evangelische Theologie (Steck) und Soziologie (v. Wiese und Kaiserswaldau, Theodor W. Adorno). 1961 schloss er seine Studien mit der Promotion in Frankfurt am Main ab.
Von 1958 bis 1970 war er Kantor an der evangelischen Pauluskirche in Stuttgart, 1960 bis 2004 Mitarbeiter der Deutschen Forschungsgemeinschaft (DFG) mit Hauptforschungsgebiet Musikpaläographie. Er erarbeitete mehrere Handschriftenkataloge von Musikhandschriften. 
1960 gründete Gottwald die Schola Cantorum Stuttgart, zunächst mit dem Ziel der Aufführungen von Musik, über die er promoviert hatte, dann ab 1964 für Aufführungen von Werken der Neuen Musik. Das Ensemble gastierte auf allen Festivals für Neue Musik von Edinburgh bis Jerusalem, von New York bis Moskau. Gottwald brachte es im Laufe seiner internationalen Karriere auf ca. achtzig Ur- und Erstaufführungen, unter anderem mit Werken von Pierre Boulez, Mauricio Kagel, György Ligeti, Krzysztof Penderecki, Helmut Lachenmann, Dieter Schnebel, Heinz Holliger, Brian Ferneyhough, Péter Eötvös, Hans Zender und John Cage. 1970–1974 berief Boulez Gottwald in die Planungskommission seines Pariser IRCAM. Er war als Gastdirigent europäischer Radiochöre, u. a. in Stockholm (Eric Ericson), Helsinki, Kopenhagen, Paris (Groupe vocal de France) und Radio della Svizzera Italiana Lugano, gefragt. 1969 wurde er leitender Redakteur für Neue Musik bei SDR in Stuttgart (bis 1988). 1990 beendete die Schola Cantorum ihre Auftritte mit einer Russland-Tournee.
Gottwald wandte sich danach einem neuen Tätigkeitsfeld zu, der Herstellung von Transkriptionen für Chor von Werken der Komponisten Alban Berg, Claude Debussy, Edvard Grieg, György Ligeti, Franz Liszt, Gustav Mahler, Maurice Ravel, Franz Schreker, Richard Strauss, Richard Wagner, Hugo Wolf u. a.
Gottwalds Hauptverleger sind der Carus-Verlag und die Universal Edition. Sein musikalischer Nachlass befindet sich in der Paul-Sacher-Stiftung Basel.

## Musikalisches Wirken
Obwohl seine Erziehung in die Zeit des Dritten Reiches fiel, interessierte Gottwald sich immer für die Phänomene außerhalb seiner unmittelbaren Umwelt. Obgleich wegen der abgelegenen Lage im schlesischen Flachland seine Informationen auf das Radio beschränkt waren, entwickelte er bald eine Vorliebe für bestimmte Formen der Musik. Als er 1939 im Zuge der Aufnahmeprüfungen für das Musische Gymnasium in Frankfurt am Main nach Breslau beordert wurde, stellte ihm Kurt Thomas die Frage, welche seine Lieblingsmusik sei. Gottwald antwortete spontan: Der Tanz der sieben Schleier aus Salome von Richard Strauss. In den ersten Jahren seiner Frankfurter Schulzeit konnten die Schüler des Musischen Gymnasiums die Sinfoniekonzerte und Opernaufführungen unentgeltlich besuchen. So sah er dort fast alle Opern von Pfitzner und hörte in einem von Franz Konwitschny dirigierten Sinfoniekonzert Béla Bartóks Musik für Saiteninstrumente. Strawinskys Feuervogel lernte er durch Kommilitonen, die Schallplatte von Hindemiths Mathis-Sinfonie durch Thomas kennen. Im Kompositionsunterricht bei Thomas kam eines Tages die Rede auf Arnold Schönberg, und in der nächsten Lektion brachte Thomas Schönbergs op. 19 mit und spielte daraus vor. Nach dem Krieg lernte Gottwald im Musikwissenschaftlichen Seminar bei Georg Reichert den Gregorianischen Choral, und weil er als Sänger auf die Wiedergabe der Beispiele abonniert war, lernte er die chorale Aufführungspraxis gründlich kennen. Sein Damaskus-Erlebnis, was die Chormusik betraf, hatte er, wie er sagte, in einem Konzert des Pariser Ensembles Marcel Couraud, das die Cinq Rechants von Olivier Messiaen aufführte. An der Präsenz, der Präzision und der befreiten Klanglichkeit dieser Musik entwickelte er die Vorstellung davon, in welche Richtung sich Chormusik bewegen musste.
1953 brach das Ensemble Couraud auseinander, Couraud kam nach Stuttgart und gründete einen Chor, mit dem er Schallplatten produzieren wollte. Weil Gottwald einigermaßen Französisch sprach, wurde er Courauds Assistent. Aber die Hoffnung, Couraud würde seine Pariser Arbeit fortsetzen, erfüllte sich nicht. Er machte das gängige chorische Repertoire (1954–1958). Das unterbrochene Studium nahm Gottwald 1954 wieder auf, nicht ohne vorher das Graecum abgelegt zu haben, das die Voraussetzung für ein Studium der Theologie bildet. Er belegte Musikwissenschaft, Evangelische Theologie und Soziologie. Im ersten Semester in Tübingen traf er auf einen Mitschüler aus der Frankfurter Zeit. Heinz-Klaus Metzger kam von der Sorbonne und musste wie Gottwald die Aufnahmeprüfung zum Seminar absolvieren. Da Gottwald über einen Motorroller verfügte und Metzgers Eltern in Stuttgart wohnten, musste Gottwald ihn zum Seminar abholen und wieder heimbringen. Metzger revanchierte sich dadurch, dass er Gottwald in Adornos Philosophie der neuen Musik einführte. Am Ende des Semesters trennte man sich wieder, Gottwald ging nach Frankfurt, um Adorno zu hören. Die Frankfurter Verhältnisse waren gekennzeichnet durch tiefe Animositäten zwischen Musikwissenschaft und Soziologie, zwischen Osthoff und Adorno, was so weit ging, dass Gottwald geraten wurde, im Studienbuch jede Belegung Adornitischer Vorlesungen zu vermeiden. Osthoff gab ihm ein Dissertationsthema aus der Zeit um 1500, wohl weil er selbst an einem Buch über Josquin Desprez arbeitete. Der Besuch der Donaueschinger Musiktage 1958 hatte insofern einen großen Einfluss auf ihn, als die Aufführung der Poésie pour Pouvoir von Boulez ihn bestimmte, seine eigenen Kompositionsversuche aufzugeben. Von seinen Stücken aus dieser Zeit ließ er nur noch die Vertonung eines Gedichts von Gottfried Benn, Fragmente für Chor und zwei Klaviere, gelten. 1958 war es auch, dass der damalige Stiftskantor August Langenbeck ihn überredete, das Kantorat an Stuttgarts größter Gemeinde, der Pauluskirche, zu übernehmen, was insofern von Vorteil war, dass ihm für etwaige Konzerte ein eigener Raum zur Verfügung stand.
1960 wurde Gottwald promoviert und lernte kurz danach Carl Dahlhaus kennen, der zu dieser Zeit bei der Stuttgarter Zeitung arbeitete. Da Dahlhaus seine Dissertation über die gleiche Zeit wie Gottwald geschrieben hatte, ergab sich sofort ein enges Verhältnis, das bis zu Dahlhaus’ Tod dauerte. Wolfgang Irtenkauf unterbreitete ihm das Angebot der Deutschen Forschungsgemeinschaft, von den Stuttgarter Chorbüchern einen neuen Katalog zu bearbeiten. Mit Dahlhaus zusammen entwarf er einen Plan, wie ein moderner Handschriftenkatalog auszusehen habe. Um die Renaissance-Musik, die er erforscht hatte, zum Klingen zu bringen, gründete Gottwald die Schola Cantorum Stuttgart, ein Ensemble von Berufssängern. Hans Otte, den Gottwald schon längere Zeit kannte, avancierte zum neuen Leiter der Musikabteilung von Radio Bremen. Er vermittelte ein erstes Konzert beim Edinburgh-Festival, bei dem deutsche Renaissancemusik zur Aufführung kam. Otte war Hindemith-Schüler und lenkte Gottwalds Aufmerksamkeit auf Hindemiths letztes Werk, die Messe 1963. Mit der deutschen Erstaufführung dieses Werks 1964 begann die eigentliche Karriere der Schola. Wieder war es Otte, der Gottwald auf einen Komponisten verwies, dessen Werke von allen Chören als unaufführbar zurückgewiesen worden waren, Dieter Schnebel. Die Schola sang die Uraufführung von Schnebels dt 31,6 zusammen mit Ottes Alpha-Omega im Herbst 1965. Es war verständlich, dass viele Komponisten neuer Vokalmusik sich ermuntert fühlten, der Schola die Uraufführungen anzubieten. Schon bei der Otte-Premiere wirkte als Organist Gerd Zacher mit, eine Zusammenarbeit, die sich mit der WDR-Produktion des Kagel-Films Hallelujah fortsetzte. Das nächste Highlight der Schola-Arbeit war ohne Zweifel die Uraufführung von Ligetis Lux aeterna, ein Kompositionsauftrag der Schola. Die Arbeit an der Stuttgarter Pauluskirche erfuhr eine weitere Steigerung dadurch, dass Gottwald Adornos Aufsatz Vers une musique informelle beim Wort nahm und Adornos Gedanken auf den evangelischen Gottesdienst anwandte. Gottwalds Informelle Gottesdienste hatten ein weitreichendes Echo, weil die Form des Gottesdienstes aus der Musik und nicht aus der kirchlichen Agenda entwickelt wurde. Gottwald stellte das umfangreiche Material einem Theologen der Ruhr-Universität für sein Seminar zur Verfügung, erhielt es aber nie mehr zurück.
Eine gewisse Ergänzung, wenn nicht sogar Korrektur, erfuhren Adornos Auffassungen durch den Kontakt, den Gottwald in dieser Zeit zu den Stuttgarter Konkreten knüpfte, einer künstlerisch-philosophischen Denkschule, die ihren Mittelpunkt in dem Philosophen Max Bense gefunden hatte. Das Scharnier zwischen der Bense-Schule und Gottwalds Arbeit bildete der Dichter Helmut Heißenbüttel, den Gottwald vom Radio her kannte. Heißenbüttel hatte sich der Philosophie Walter Benjamins angeschlossen, während Gottwald Adornos Ideen folgte, eine Differenz, die zu häufigen Kontroversen führte, aber auch die Freundschaft zwischen beiden stiftete. Eine der letzten Veranstaltungen der Stuttgarter Konkreten, die mit Willi Baumeister begonnen hatten, war eine von Bernhard Kontarsky an der Stuttgarter Oper initiierte Aufführung von Stockhausens Theaterstück Originale: Kontarsky wirkte selbst als Pianist mit, Otto Herbert Hajek als Bildhauer, Heißenbüttel als Dichter, der Jazzer Wolfgang Dauner als Aktionskünstler und Gottwald als Dirigent. Gottwald porträtierte Bense, indem er eine von Benses Textgraphiken, den Rosenschuttplatz, für drei Sänger der Schola musikalisierte, für Bense, um einen seiner Titel zu gebrauchen, ein präzises Vergnügen. Doch das war nicht der einzige Link zwischen Literatur und Musik, schon Hans Otte hatte auf Baumeisters Tod 1955 eine Nänie für Klavier und Orchester auf den Baumeister-Titel Montaru komponiert. Auch Cages 45 Minuten für einen Sprecher, von Ernst Jandl übersetzt und von Heißenbüttel herausgegeben, lieferten Stoff für Musikalisches. Die Differenz von Adorno-Schule und Bense-Schule hatte eine paradigmatische Dimension. Stellte in der Vergangenheit der Maler ein Bild her, indem er die Farben seiner Palette neu ordnete, waren es nach Bense die Farben, die das Bild herstellten. Das blieb selbstverständlich nicht ohne Wirkung auf die Musik. Komposition blieb nicht mehr Neuordnung von vorhandenen Klängen, sondern war in der Moderne die Herstellung von Klängen. Dass die Komponisten diese Neuorientierung nach 1960 als Befreiung empfanden, belegt der große Produktionsschub, der danach einsetzte. Kaum ein Komponist, sei es Kagel, Ligeti oder Schnebel, blieb davon unberührt. Gottwald war in diesen Prozess als Interpret zutiefst verwickelt. Von den etwa 80 Ur- und Erstaufführungen, die die Schola gesungen hat, waren 70 % Werke dieses Zuschnitts. 1968 lernte Gottwald nach einem Konzert in Baden-Baden Pierre Boulez persönlich kennen. Boulez entschloss sich, für die Schola Cantorum ein Werk, das er schon 1953 für Couraud begonnen hatte, neu zu komponieren. Die Uraufführung der Kantate Cummings ist der Dichter fand 1970 in Stuttgart statt. Es folgten unter Boulez’ Leitung zahlreiche Aufführungen, drei allein in London. 1965 war unter dem Label WERGO eine Stereo-Schallplatte (Neue Chormusik I) erschienen, die u. a. Ligetis Lux aeterna enthielt. Wenig später eroberte der Kubrick-Film 2001: Odyssee im Weltraum die Lichtspielhäuser, und Ligeti stellte fest, dass Kubrick darin ganze Passagen seiner Musik verwendet hatte, ohne mit ihm einen Vertrag abzuschließen. Darunter befand sich auch Gottwalds Aufnahme von Lux aeterna (vgl. Heimerdinger).
Beim SDR übernahm Gottwald 1969 die Stelle eines Leitenden Redakteurs für Neue Musik. Schon in der ersten von ihm verantworteten Saison dirigierten Boulez und Gielen, der zur gleichen Zeit einen Gastvertrag erhalten hatte. 1970 lud Boulez Gottwald zur Mitarbeit in der Planungskommission des Pariser IRCAM ein. Im gleichen Jahr gab Gottwald seinen Stuttgarter Kantorendienst auf. Es folgten Jahre einer reichen Produktions- und Dirigiertätigkeit, dies in enger Abstimmung mit dem Nachbarsender SWF (Donaueschingen). Das in den 1980er Jahren einsetzende Rollback der musikalischen Produktion und das nachlassende Interesse an der neuen Musik bestimmten ihn darin, zumindest in der Chormusik diesem Trend entgegenzuwirken. 1990 stellte die Schola Cantorum nach einer Russland-Tournee ihre Arbeit ein. Um zu verhindern, dass die Chormusik insgesamt in die Popszene abdriftet, schrieb Gottwald an die 100 Transkriptionen für Chor a cappella von Werken solcher Komponisten, die wenig für Chor geschrieben hatten, etwa Mahler, Berg, Ravel, Debussy, Strauss oder Schreker. Auf diese Weise gedachte er, das technische Vermögen der Chöre weiterzuentwickeln, ohne sie im Sinne der neuen Musik zu überfordern. Er setzte damit Hindemiths Initiative fort, der schon 1925 in Donaueschingen durch Kompositionsaufträge den Versuch unternahm, Chormusik aus der Alte-Meister-Ideologie zu befreien. Dabei war er sich darüber klar, dass die Popmusik trotz aller Unterschiede Tendenzen der neuen Musik fortschreibt, etwa das Prinzip, Komposition als Klangherstellung zu definieren. Nur ist dabei für die Chöre wenig abgefallen.

## Auszeichnungen
- 2009: Kulturpreis Baden-Württemberg
- 2012: Preis der Europäischen Kirchenmusik
- 2014: Bundesverdienstkreuz am Bande
- 2016: Kunstpreis Baden-Württemberg

## Diskographie

### Als Chorleiter
- Atelier Schola Cantorum. Neue Vokalmusik. Cadenza 800891–900. 10 CDs.
- Dufay, Ockeghem, Josquin, Brumel, Isaac: Musica Mensurabilis. Bayer Records 100271–274. 4 CDs. (Wiederveröffentlichung: O Magnum Mysterium. Brilliant Classics 94267. 4 CDs.)

### Als Komponist
- Clytus Gottwald: Transkriptionen. SWR Vokalensemble Stuttgart, Marcus Creed. Carus 83.181.
- Clytus Gottwald: Vokalbearbeitungen. KammerChor Saarbrücken, Georg Grün. Carus 83.182. 2005.
- Choral Arrangements by Clytus Gottwald. The Rudolfus Choir, Ralph Allwood. Signum Classics SIGCD102. 2007.
- Clytus Gottwald: Hymnus an das Leben. Transkriptionen für gemischten Chor a cappella KammerChor Saarbrücken, Georg Grün. Carus 83.458/00. 2013.

## Herausgeberschaft
- Johannes Ghiselin-Verbonnet: Opera omnia. Bd. 1–4. Corpus Mensurabilis Musicae 23. 1961–1968.

## Schriften (Auswahl)
- Johannes Ghiselin – Johannes Verbonnet: Stilkritische Untersuchung zum Problem ihrer Identität. Breitkopf & Härtel, Wiesbaden 1962, DNB 451628403 (zugleich Diss. Univ. Frankfurt 1961).
- Die Handschriften der Württembergischen Landesbibliothek Stuttgart. Reihe 2: Die Handschriften der ehemaligen königlichen Hofbibliothek, Bd. 6: Codices musici, T. 1: HB XVII 1-28. Harrassowitz, Wiesbaden 1965.
- Die Musikhandschriften der Staats- und Stadtbibliothek Augsburg (= Handschriftenkataloge der Staats- und Stadtbibliothek Augsburg, Bd. 1). Harrassowitz, Wiesbaden 1974, ISBN 3-447-01598-5.
- Die Musikhandschriften der Universitätsbibliothek und anderer öffentlicher Sammlungen in Freiburg im Breisgau und Umgebung (= Kataloge der Universitätsbibliothek Freiburg, Bd. 1). Harrassowitz, Wiesbaden 1979, ISBN 3-447-01958-1.
- Die Handschriften des Germanischen Nationalmuseums Nürnberg. Bd. 4: Die Musikhandschriften. Harrassowitz, Wiesbaden 1988, ISBN 3-447-02773-8.
- Papiermarken der Landgrafschaft Hessen-Kassel 1590 - 1660 (= Hessische Forschungen zur geschichtlichen Landes- und Volkskunde, Bd. 21). Kassel 1991, ISBN 3-925333-18-5.
- Katalog der Musikalien in der Schermar-Bibliothek Ulm (= Veröffentlichungen der Stadtbibliothek Ulm, Bd. 17). Harrassowitz, Wiesbaden 1993, ISBN 3-447-03420-3.
- Die Handschriften der Gesamthochschul-Bibliothek Kassel, Landesbibliothek und Murhardsche Bibliothek der Stadt Kassel. – 6. Manuscripta musica[5]. Kassel 1997, ISBN 3-447-03775-X.
- Outfit und Substanz. Bemerkungen zu zwei neuen geistlichen Liedern, in: "...das heilige Evangelion in Schwang zu bringen". Das Gesangbuch. Geschichte - Gestalt - Gebrauch, hrsg. von Rainer Nägele unter Mitarbeit von Eberhard Zwink. Begleitbuch zur Ausstellung in der Württembergischen Landesbibliothek Stuttgart [...] 1997, ISBN 3-88282-045-4.
- „Hallelujah“ und die Theorie des kommunikativen Handelns. Ausgewählte Schriften. Klett-Cotta, Stuttgart 1998, ISBN 3-608-91923-6.
- Die Handschriften der Württembergischen Landesbibliothek Stuttgart. Reihe 2: Die Handschriften der ehemaligen königlichen Hofbibliothek, Bd. 6: Codices musici, T. 2: HB XVII 29-480. Harrassowitz, Wiesbaden 2000, ISBN 3-447-04241-9.
- Neue Musik als spekulative Theologie: Religion und Avantgarde im 20. Jahrhundert. J.B. Metzler, Stuttgart 2003, ISBN 978-3-476-01945-5.
- Rückblick auf den Fortschritt. Eine Autobiographie. Carus-Verlag, Stuttgart 2009, ISBN 978-3-89948-117-4.